# Dick Klaverdijk
Cornelis Wilhelmus Hubertus Maria (Dick) Klaverdijk (Breda, 22 oktober 1946 – Boxmeer, 26 juli 2020) was een Nederlands politicus van het CDA.
In 1985 werd hij wethouder in Arnhem en drie jaar later volgde zijn benoeming tot burgemeester van de Limburgse gemeente Bergen als opvolger van zijn partijgenoot Ed Meijer die burgemeester van Stein werd. Medio 2011 was van de toenmalige burgemeesters van Nederland alleen Huib Zijlmans van de gemeente Beuningen langer burgemeester bij dezelfde gemeente. In Bergen was hij een tegenstander van de in april 2011 afgeblazen fusie met de gemeenten Mook en Middelaar en Gennep. Op 1 oktober 2011 ging hij met pensioen.
Hij overleed op zondag 26 juli 2020 op 73-jarige leeftijd.